# Heizkraftwerk Oberhausen-Sterkrade
Das HKW 2 − Heizkraftwerk Oberhausen-Sterkrade liegt am Zentrum von Oberhausen-Sterkrade auf dem Werksgelände der Energieversorgung Oberhausen AG unmittelbar an der Friedrichstraße. Hauptenergieträger sind Erdgas und Holzhackschnitzel.

## Betriebsgrundlage

### Rückblick
Die Planungen für das Heizkraftwerk Oberhausen Sterkrade begannen bereits 1965. Auf Grund der guten Betriebserfahrungen mit dem Heizkraftwerk Alt-Oberhausen wurde auch für das neue Heizkraftwerk eine geschlossene Gasturbine mit Kohlestaubfeuerung (Heißluftturbine) favorisiert.
Die Verwirklichung des Projektes scheiterte zunächst jedoch an vertraglichen Schwierigkeiten. Die Stromversorgung des Stadtteils Oberhausen-Sterkrade lag bisher mehrheitlich im Netzgebiet des RWE und es bestand kein Interesse, die elektrische Energie des neuen Heizkraftwerks abzunehmen. Zur Lösung des Problems wurden die Energiebetriebe der Stadtwerke Oberhausen ausgegliedert und zusammen mit dem RWE die Energieversorgung Oberhausen AG (evo) gegründet. Auch das bisherige RWE-Versorgungsgebiet wurde nun in das neue Unternehmen eingebracht.
Auf Initiative des Vorstandsvorsitzenden der Stadtwerke Oberhausen und der späteren evo AG, Gerhard Deuster, wurde das Projekt im Hinblick auf die Hochtemperaturreaktor-Entwicklung in Verbindung mit geschlossenen Gasturbinen auf Heliumbasis weiterentwickelt und zunächst in das 3. Atomprogramm des Bundesforschungsministeriums aufgenommen.
In der Planung befand sich nunmehr eine geschlossene Gasturbine mit einer elektrischen Nettoleistung von 50 MW und Helium als Arbeitsmittel. Die in dieser Anlage mit konventioneller Kokereigasfeuerung gewonnenen Betriebserfahrungen sollten später in die Entwicklung eines Hochtemperatur-Kernkraftwerks mit Heliumturbine einfließen. Gleichzeitig wurde mit dem THTR-300 ein Demonstrationskraftwerk in Hamm-Uentrop auf der Basis eines Kugelhaufenreaktors geplant, um auch hier zunächst Betriebserfahrungen im Betrieb mit einem konventionellen Dampfkraftprozess zu gewinnen.
In Verbindung mit dem Hochtemperaturreaktor konnte der elektrische Wirkungsgrad des THTR-300 bereits auf über 40 % angehoben werden. Bei den üblichen Leichtwasserreaktoren ist der maximal erreichbare el. Wirkungsgrad durch die obere Prozesstemperatur von ca. 300 °C auf 35–36 % begrenzt.
Durch die Kombination des Hochtemperaturreaktors mit einem Helium-Gasturbinenprozess mit bis zu 930 °C oberer und 20 °C unterer Prozesstemperatur wurde ein el. Wirkungsgrad von 50 % erwartet. Darüber hinaus könnte auch ein Teil der Abwärme, ohne Verringerung der elektrischen Leistung, auf einem hohen Temperaturniveau ausgekoppelt und beispielsweise in ein Fernwärmenetz eingespeist zu werden.
Dieser Hochtemperaturreaktor mit Helium-Turbine wurde dann nach dem 4. Atomprogramm des Bundesforschungsministerium als HHT-Projekt weitergeführt. Auch die Heliumturbine Oberhausen wurde dem HHT-Projekt zugeordnet. Die Gesamtprojektierung des Heizkraftwerks lag bei der Energieversorgung Oberhausen AG, dies führte nebenbei auch zur Gründung der späteren Consulting-Abteilung. Die Auslegung der Turbinenanlage entstand in Kooperation zwischen der GHH-Sterkrade AG (heute MAN-Diesel & Turbo) und dem Institut für Strömungsmaschinen der TU Hannover, unter der Leitung von Karl Bammert. Die Herstellung und Montage der Turbogruppe, des Wärmetauschers und der Kühler wurde ebenfalls von der GHH-Sterkrade AG übernommen.

### Inbetriebnahme der größten geschlossenen Gasturbine der Welt
Nach der Errichtung wurde die gesamte Anlage mit der Inbetriebnahme der Heliumturbine am 19. Dezember 1974 dann ihrer Bestimmung übergeben.
Neben den Forschungsarbeiten mit aufwendigen Versuchsfahrten und weiteren Optimierungen konnte gleichzeitig die erzeugte elektrische und thermische Energie in die Verteilnetze der evo AG zur Versorgung der Oberhausener Bevölkerung übernommen werden. Bei maximaler elektrischer Leistung von 50 MW sollten bis zu 53,5 MW Wärme für das Fernwärmenetz-Sterkrade ausgekoppelt werden, womit ein Brennstoffausnutzungsgrad von 65 % projektiert wurde. Eine höhere Leistung konnte durch die begrenzten Ausbaumöglichkeiten des Fernwärmenetzes Sterkrade nicht abgesetzt werden. Durch einfache Änderungen in der Kreislaufauslegung wäre auch eine Auskopplung von 75 MW Fernwärme möglich gewesen, bei einer Brennstoffausnutzung von über 82 %.
Auch die Auslegung der Turbogruppe wurde unter Berücksichtigung einer späteren Interpolation/Extrapolation für Anlagen mit größerer Leistung vorgenommen. So entsprachen beispielsweise die Abmessungen der Niederdruckturbine sowie die mechanischen Beanspruchungen der Hochdruckturbine denen einer 300-MW-Turbine.
Nach der Katastrophe von Tschernobyl und den Problemen mit dem Betrieb des THTR-300 wurde ein massives Umdenken in der deutschen Kernenergiepolitik eingeleitet. Auch die Forschungsarbeiten an der als „inhärent sicher“ geltenden Hochtemperaturreaktortechnik litten darunter und werden eingestellt. Damit enden auch die Forschungstätigkeiten an der Heliumturbine Oberhausen.
Die Anlage wird darüber hinaus auch wegen zunehmend wirtschaftlicher Probleme außer Betrieb genommen, da trotz der vielen Optimierungsversuchen die projektierten Leistungsdaten nicht voll erreicht werden konnten. Die Wärmeversorgung des Sterkrader Fernwärmenetzes wird durch die Abwärme der Ruhrchemie, über das Verbundsystem und in Spitzenzeiten auch über das Dampfheizwerk sichergestellt.

### Umbau zu einer Gasturbinenanlage mit offenem Kreislauf
Durch die geplante Fernwärmeversorgung der „Neuen Mitte“ Oberhausen erhöht sich der Wärmebedarf zur Versorgung der über das Verbundsystem miteinander gekoppelten Fernwärmenetze in Oberhausen.
Damit der Anteil der Kraft-Wärme-Kopplung bei der Fernwärmebereitstellung nicht weiter absinkt, wird anstelle der nicht mehr betriebsfähigen Heliumturbine eine neue Gasturbine installiert.
Unter Weiternutzung des Generators wurde der Helium-Turbosatz durch eine MAN-FT-8-Industriegasturbine ersetzt, die vom Pratt & Whittney-JT8D-Flugtriebwerk abgeleitet worden ist. Zur Abwärmenutzung wurde hinter der Nutzlastturbine, die zur Stromerzeugung den Generator antreibt, ein Heißwasser-Abhitzekessel installiert. Die gesamte Anlage fand in der Maschinenhalle Platz und konnte schon nach einer Bauzeit von 42 Wochen im November 1995 in Betrieb genommen werden. Damit sicherte sich die Energieversorgung Oberhausen AG einen Eintrag im Guinness-Buch der Rekorde für die kürzeste Bauzeit einer Gasturbinenanlage.
Neben dem hohen elektrischen und thermischen Wirkungsgrad ist die neue Anlage hochflexibel und gehört zu den am schnellsten regelbaren konventionellen Kraftwerken. Damit besteht auch die Möglichkeit, die Anlage als Regelleistung im Stromnetz einzusetzen.
Zusätzlich konnte ein stillgelegter Heizöltank (Tankinhalt: 5.000 m³) in einen drucklosen Fernwärmespeicher umgebaut werden. Mit einer maximalen Lade-/Entladeleistung von 30 MW und einer Speicherkapazität von 195 MWh kann der Wärmespeicher zur Entkopplung der Strom- und Wärmeerzeugung eingesetzt werden. Dies ermöglicht zusätzliche Flexibilitäten zum Ausgleich der fluktuierenden Einspeisung erneuerbarer Energien (Solarstrom und Windenergie).
Nach über 100.000 Betriebsstunden wurde die FT-8 Gasturbinenanlage am 31. Januar 2019 nach 23 Jahren Betrieb vom Netz genommen. Auf Grund des Alters war eine kostenintensive Generalüberholung der Anlage nicht mehr wirtschaftlich. In Kooperation mit MAN Energy Solution SE konnte jedoch eine Nachfolgelösung gefunden werden. Nach der Demontage der alten Gasturbine, des Generators und des Abhitzekessels, konnte unter Weiternutzung von einigen Nebenanlagen Platz für eine neue Gasturbinenanlage geschaffen werden.
Die neue MGT-8000 Gasturbine ist eine Neuentwicklung des MAN-Standortes Oberhausen, die im HKW 2 erstmals in den kommerziellen Betrieb überführt werden soll. Trotz der Einschränkungen durch die Corona-Pandemie konnte die neue Anlage nahezu in der zuvor vereinbarten Bauzeit errichtet und in Betrieb genommen werden. Die Anlage erzeugt bei einer elektrischen Leistung von 9 MW gleichzeitig 14,2 MW Heizwärme für die Fernwärmeversorgung. Darüber hinaus konnte der Brennstoffausnutzungsgrad von 85 % auf rund 89 % angehoben werden.
Als weitere Innovation ist die MGT-8000 bereits für einen Brennstoffmix aus Erdgas und bis zu 50 % grünem Wasserstoff ausgelegt. Damit kann die neue Anlage zukünftig auch zur weiteren Dekarbonisierung der Oberhausener Fernwärme beitragen.

### Aktuelle Betriebsweise
Das Kraftwerk dient heute vorwiegend der Wärmeversorgung des Fernheiznetz Oberhausen-Sterkrade/Oberhausen-Osterfeld und der Wärmeerzeugung auf der Basis von Kraft-Wärme-Kopplung über die Gasturbinenanlage und das Biomasseheizkraftwerk. Die Heizleistung (KWK und Frischwärme) des Kraftwerks reicht aus um den Gesamtwärmebedarf der angeschlossenen Fernwärmenetze zu decken. Darüber hinaus ist das Kraftwerk, nach umfangreichen Umbaumaßnahmen von 1986 bis 1988, über ein Hochdruck-Fernwärmeverbundsystem mit dem HKW 1 - Heizkraftwerk Alt-Oberhausen und der GMVA – Gemeinschafts-Müllverbrennungsanlage Niederrhein verbunden. Außerdem ist das Kraftwerk seit 1986 über eine weitere Fernwärmeschiene mit dem Werk Ruhrchemie der Oxea GmbH in Oberhausen-Holten verbunden.
Durch den Wärmeverbund wird die Einspeisung von KWK-Wärme der Müllverbrennungsanlage und industrieller Abwärme der Ruhrchemie ermöglicht was zu einer erheblichen Einsparung des fossilen Hauptenergieträgers Erdgas beiträgt. Auch das Fernwärmenetz der Neuen Mitte Oberhausen (Centro/O-Vision) wird direkt über das Verbundsystem versorgt.
Darüber hinaus versorgt das Dampfheizwerk einen benachbarten Turbomaschinenhersteller mit Prozessdampf für den Betrieb von mehreren Dampfturbinenprüfständen.

### Brennstoff
Seit Inbetriebnahme wurde das Kraftwerk mit Kokereigas gefeuert. Ab 1980 musste im Heizkraftwerk auch vermehrt leichtes Heizöl eingesetzt werden, da Mitte der 1970er-Jahre in den Gasbezugsverträgen sogenannte unterbrechbare Lieferungen angeboten worden sind. Damit konnte zum einen der von Konjunktureinflüssen im Stahlbereich beeinflussten, schwankenden und schrumpfenden Kokereigaserzeugung Rechnung getragen und zum anderen der Leistungspreis reduziert werden.
Das Zurückfahren der Kokereien am Anfang der 1980er-Jahre beeinträchtigte die Belieferung des Heizkraftwerks mit Gas in einem solchen Ausmaß, dass eine Umstellung auf Erdgas ab 1984 aus Gründen der Versorgungssicherheit unvermeidlich wurde.

### Biomasseheizkraftwerk – Biostrom Oberhausen
Seit 2011 wird am Standort ein integriertes Biomasseheizkraftwerk betrieben das vorwiegend im Grundlastbetrieb eingesetzt wird. Da diese Anlage mit Kraft-Wärme-Kopplung arbeitet, wird gleichzeitig die Wärmegrundlast der Fernwärmenetze Alt-Oberhausen, Oberhausen-Sterkrade, Oberhausen-Osterfeld und Neue Mitte Oberhausen abgedeckt.
Jährlich werden hier durch die Verbrennung von 40.000 Tonnen Landschaftspflegeholz mittels Kraft-Wärme-Kopplung ca. 20.000 MWh Strom und ca. 60.000 MWh Fernwärme erzeugt. Damit können umgerechnet rund 6.000 Haushalte mit Strom und etwa 3.500 mit Fernwärme versorgt werden. Jedes Jahr werden so etwa 20.000 Tonnen CO2-Emissionen eingespart.
Die Anlage ist das erste Biomasseheizkraftwerk des Ruhrgebiets, das ausschließlich mit nachwachsenden Rohstoffen befeuert wird und erreicht einen durchschnittlichen Anteil von 12 % der jährlichen Fernwärme-Bereitstellung. Dies führt zu einer Einsparung des fossilen Primärenergieträgers Erdgas.

### Stromableitung
Die Ableitung der elektrischen Energie wird über die Oberhausener Netzgesellschaft durchgeführt und in das 10-kV-Mittelspannungsnetz zur Versorgung der Stadt Oberhausen eingespeist. Dadurch wird der vorgelagerte Strombezug aus der 110-kV-Hochspannungsebene in entsprechender Höhe verringert und somit ein wichtiger Beitrag zur Dezentralisierung der Stromerzeugung geleistet. Die Oberhausener Netzgesellschaft ist eine 100-prozentige Tochter der Energieversorgung Oberhausen AG.

### Leistungsdaten der einzelnen Kraftwerkskessel/Turbinen seit 1973
| Einheit/Wärmeerzeuger                           | Kessel 1                         | Kessel 2                         | Heliumerhitzer                                              | Kessel 3        | Kessel 4                                                | Gasturbinenanlage                        | Biomasseanlage mit Rostfeuerung                                   | Fernwärmespeicher                                           | Gasturbinenanlage                                           |
| Status                                          | in Betrieb                       | demontiert                       | demontiert                                                  | demontiert      | in Betrieb                                              | demontiert                               | in Betrieb                                                        | in Betrieb                                                  | in Betrieb                                                  |
| Inbetriebnahme                                  | 1973                             | 1973                             | 1974                                                        | 1975            | 1976                                                    | 1995                                     | 2011                                                              | 2017                                                        | 2021                                                        |
| max. Feuerungswärmeleistung                     | 13,2 MW                          | 13,2 MW                          | 159,6 MW                                                    | 38 MW           | 58,1 MW                                                 | 71 MW                                    | 14,3 MW                                                           | 195,0 MWh (Speichervermögen)                                | 26,0 MW                                                     |
| Dampfleistung                                   | 18 t/h                           | 18 t/h                           | --                                                          | 51 t/h          | 60 t/h                                                  | --                                       | 15,5 t/h                                                          | --                                                          | --                                                          |
| Dampfparameter                                  | 200 °C / 11 bar                  | 200 °C / 11 bar                  | 750 °C / 27 bar (Helium)                                    | 300 °C / 13 bar | 500 °C / 58 bar                                         | offene Gasturbine mit Abwärmenutzung     | 430 °C / 60 bar                                                   | Atmosphärischer Schichtenspeicher mit Dampfpolster          | offene Gasturbine mit Abwärmenutzung                        |
| Turbinen                                        | Speisewasservorwärmung/Entgasung | Speisewasservorwärmung/Entgasung | geschl. GHH-Gasturbine / Arbeitsmittel: Helium (demontiert) | --              | Prozessdampf für Prüfstandsbetrieb/Frischwärmeerzeugung | MAN/GHH FT-8 Gasturbine (Aero-Derivativ) | MAN MARC-1 Heizturbine – Kondensationsturbine mit Heizkondensator | Umgebauter 5.000 m³ Heizöltank                              | MAN MGT-8000 Gasturbine (Heavy-duty)                        |
| Status                                          | in Betrieb                       | demontiert                       | demontiert                                                  | demontiert      | in Betrieb                                              | demontiert                               | in Betrieb                                                        | in Betrieb                                                  | in Betrieb                                                  |
| el. Bruttowirkungsgrad                          | --                               | --                               | 32 %                                                        | --              | --                                                      | 36 %                                     | 22 %                                                              | --                                                          | 34,5 %                                                      |
| Brennstoffausnutzung                            | > 93 %                           | > 93 %                           | > 65 %                                                      | > 93 %          | > 93 %                                                  | > 85 %                                   | > 85 %                                                            | --                                                          | > 89 %                                                      |
| el. Bruttoleistung                              | --                               | --                               | 51,2 MW                                                     | --              | --                                                      | 25,45 MW                                 | 3,15 MW                                                           | --                                                          | 9,0 MW                                                      |
| KWK-Heizleistung                                | --                               | --                               | 53,5 MW                                                     | --              | --                                                      | 35 MW                                    | 9,2 MW                                                            | --                                                          | 14,2 MW                                                     |
| Frischwärmeleistung (ohne Kraft-Wärme-Kopplung) | 12,5 MW                          | 12,5 MW                          | --                                                          | 35 MW           | 49,5 MW                                                 | --                                       | bis 10 MW beim Anfahren über Heizkondensator                      | max. 30 MW (Laden/Entladen), Vorlauftemperatur max. 99 °C   | --                                                          |
| Schornstein (Höhe)                              | 45 m Stahlkamin von Kessel 3/4   | 45 m Stahlkamin von Kessel 3/4   | 45 m Stahlkamin (demontiert)                                | 45 m Stahlkamin | 45 m Stahlkamin                                         | 50 m Stahlkamin                          | 35,4 m Stahlkamin                                                 | --                                                          | 50 m Stahlkamin der FT8                                     |
| Kühlturm                                        | --                               | --                               | 2 Ventilator-Nasskühltürme (demontiert)                     | --              | --                                                      | --                                       | nur zur Aggregate-Kühlung über zwei Ventilator-Zellenkühler       | nur zur Aggregate-Kühlung über zwei Ventilator-Zellenkühler | nur zur Aggregate-Kühlung über zwei Ventilator-Zellenkühler |

- die Leistungsdaten der offenen Gasturbinenanlagen wurden bei einer Ansaugtemperatur von 10 °C ermittelt.

## Betreiber des Heizkraftwerks
Der Betreiber des Heizkraftwerks ist die Energieversorgung Oberhausen AG – kurz evo.
Die evo ist im Besitz der Stadtwerke Oberhausen AG (STOAG) und der RWE Rhein-Ruhr AG, die jeweils zu 50 Prozent an der FSO GmbH & Co. KG (Fahrzeugservice Oberhausen) und jeweils zur Hälfte am Grundkapital der evo beteiligt sind. Jeweils 10 Prozent der evo-Anteile werden direkt von der STOAG und der RWE Rhein-Ruhr AG gehalten. Die restlichen Anteile von 80 Prozent werden von der FSO GmbH & Co. KG gehalten. Muttergesellschaft der RWE Rhein-Ruhr AG ist die RWE Energy AG.

## Historie

### Vorgeschichte
1964: Am 14. Februar wurde aus dem ehemaligen Eigenbetrieb und Stadtamt die „Stadtwerke Oberhausen Aktiengesellschaft“.
1965: Mit den ersten Vorplanungen für eine Fernwärme-Versorgung des Stadtteils Sterkrade auf der Basis der Kraft-Wärme-Kopplung wurde begonnen. Auch hier wurde eine weitere Heißluftturbine mit Kohlenstaubfeuerung favorisiert.
1970: Stadt, STOAG und RWE schlossen einen Vorvertrag über die Gründung der „Energieversorgung Oberhausen Aktiengesellschaft“ (evo) ab. Die evo übernahm neben der Strom-, Gas- und Fernwärmeversorgung auch die Planung und Betriebsführung der neu gegründeten Gemeinschafts-Müllverbrennungsanlage GMVA.
1971: Das neue Unternehmen wurde im Januar ins Handelsregister eingetragen. Der Verkehrsbetriebe verblieben in der STOAG.
1972: In Sterkrade begann der Bau des Heizkraftwerkes 2 mit einer weiteren geschlossenen Gasturbine mit Helium als Arbeitsmittel. Entgegen der ursprünglichen Planung wurde die Anlage nun Bestandteil des 4. Atomprogramms der Bundesrepublik Deutschland und diente als Prototyp der Hochtemperaturreaktorforschung. Der Heliumerhitzer der neuen Anlage wurde jedoch konventionell mit Kokereigas beheizt.

### Beginn der Fernwärmeversorgung in Oberhausen-Sterkrade
1973: Das Fernheiznetz in Sterkrade nahm den Betrieb auf und wurde zunächst über das ins neue Heizkraftwerk integrierte Dampfheizwerk versorgt.
1974: Die erste Heliumturbinenanlage der Welt ging mit einer elektrischen Nettoleistung von 50 MW in den Versuchsbetrieb.
Ähnlich der Oberhausener Heißluftturbine im HKW 1 konnten somit bis zu 53,5 MW Heizwärme für das Fernwärmenetz Sterkrade ausgekoppelt werden.
1975: Inbetriebnahme des Sattdampfkessels 3, um beim Ausfall der Heliumturbine das wachsende Fernheiznetz in Sterkrade mit Wärme versorgen zu können.
1976: Inbetriebnahme des 60-t/h-HD-Dampfkessel zur Prozessdampferzeugung für einen benachbarten Turbomaschinenhersteller. Darüber hinaus kann der HD-Dampf nach seiner Entspannung durch Umform- und Reduzierstationen auch mit den installierten Wärmetauscher zur Beheizung des Fernwärmenetzes eingesetzt werden.
1983: Die evo erarbeitete ein Energieversorgungskonzept für die Stadt Oberhausen mit Berücksichtigung aller drei leitungsgebundenen Energieformen wie Fernwärme, Gas und Strom. Zukünftige Planungen eines Fernwärmeverbundsystems zwischen den beiden Kraftwerksstandorten Oberhausen und Sterkrade sowie der Müllverbrennungsanlage GMVA wurden vorgestellt.
1982: Das Heizkraftwerk 2 wurde schrittweise auf Erdgas umgestellt, da eine ausreichende Versorgung mit Kokereigas nicht mehr gewährleistet werden konnte.
1985: Mit einem Gesamtauftragswert von 120 Mio. DM wurde eines der größten Investitionsprogramme in der Geschichte der Energieversorgung Oberhausen AG aufgenommen, um eine langfristige und nachhaltige Energieversorgung der Stadt Oberhausen sicherzustellen. Neben dem neuen Fernwärmeverbundsystem, das quer durch das Stadtgebiet durch größtenteils unterirdischer Rohrleitungen verläuft, werden insbesondere die als CO2-frei geltende Wärmeauskopplung aus der Müllverbrennungsanlage, die Abwärmenutzung der Ruhrchemie und der Messer Griesheim GmbH, zu einem zukünftig sehr niedrigen Primärenergiefaktor der Oberhausener Fernwärme beitragen
1986: Fertigstellung der Fernwärmetransportleitung zwischen dem Werksgelände der Hoechst AG, Werk Ruhrchemie und dem Heizkraftwerk 2. Gleichzeitig begann die Übernahme der industriellen Abwärme für das Fernwärmenetz Oberhausen-Sterkrade.
1986: Der bisher größte Unfall der Kernenergienutzung erschütterte 1986 die Welt. Nach Experimenten am Reaktorblock 4 des Kernkraftwerks Tschernobyl löste die Betriebsmannschaft durch einen grob fahrlässig ausgeführten „Schwarzfall“-Versuch eine promte Überkritikalität aus, was insbesondere durch das Reaktordesign des RBMK mit seinem positiven Dampfblasenkoeffizienten erst möglich wurde. Die sprunghafte Leistungsexkursion löste die Explosion des Reaktorkerns und damit den Super-GAU (Größter-Anzunehmender-Unfall) aus. Radioaktive Partikel stiegen in die Luft und verteilten sich rund um den Globus.
1987: Durch die Katastrophe von Tschernobyl wurde ein massives Umdenken in der deutschen Kernenergiepolitik eingeleitet. Auch die Forschungsarbeiten an der als „inhärent sicher“ geltenden Hochtemperaturreaktortechnik litten darunter und wurden eingestellt. Damit endeten auch die Forschungstätigkeiten im Heizkraftwerk 2.
1988: Die Heliumturbinenanlage wurde darüber hinaus auch wegen zunehmend wirtschaftlicher und technischer Probleme außer Betrieb genommen. Die Wärmeversorgung des Sterkrader Fernwärmenetzes wurde durch die Abwärme der Ruhrchemie, über das neue Verbundsystem und in Spitzenzeiten auch über das Dampfheizwerk sichergestellt.

### Erweiterungen durch die Anbindung der Neuen Mitte Oberhausen (Centro)
1993: In der „Neuen Mitte“ Oberhausen wird kräftig gebaut. Auch die evo ist beteiligt. Eine mitten im Gelände liegende 100-/25-/10-kV-Umspannanlage musste verlegt werden. Durch den Bau einer Hochdruck-Transport-Stichleitung und die Errichtung einer Pumpstation wurden die Grundlagen für den Anschluss des geplanten Areals an das Fernwärmenetz geschaffen.
1994: Die Wiedereinführung der Straßenbahn bedeutete für die evo die Verlegung zahlreicher Stromkabel im geplanten Gleisverlauf.
Unabhängig davon wurde eine Änderung im Heizkraftwerk 2 in Sterkrade vorbereitet. Die nicht mehr betriebene Heliumgasturbine sollte durch eine moderne, offene Gasturbinenanlage mit 25,45 MW elektrischer Leistung und 35 MW Heizleistung ersetzt werden. Als Brennstoff sollte Erdgas oder leichtes Heizöl eingesetzt werden.
1995: Im Dezember konnte die neue MAN-FT-8-Gasturbinenanlage erstmals mit dem „First Firing“ in Betrieb genommen werden. Damit erhielt die evo für die kürzeste Bauzeit einer Gasturbinenanlage einen Eintrag im Guinness-Buch der Rekorde.
1996: Die evo feierte ihr 25-jähriges Bestehen.
2001: Die Stromversorgung in Oberhausen besteht 100 Jahre. Die EVO blickte auf eine 30-jährige Geschäftstätigkeit zurück.
2007: Planstudien für einen Erneuerung der Erzeugungsanlagen auf der Basis einer GuD-Anlage mit den Brennstoffen Erdgas und Braunkohle am Standort des Heizkraftwerks 2 in Sterkrade oder auf dem Werksgelände der Ruhrchemie als Ersatz für die bestehenden Anlagen wurden erarbeitet, aber aus politischen und wirtschaftlichen Gründen nicht weiter verfolgt. Der Brennstoff Braunkohle ist als heimischer Energieträger über lange Zeiträume wirtschaftlich zu beschaffen, besitzt aber im direkten Vergleich mit der heutigen Erdgasfeuerung eine negative Umweltbilanz, besonders unter Berücksichtigung des CO2-Ausstoßes.

### Investition in die Zukunft
2008: Um die bestehende Anlage auf zukünftige Anforderungen der Energiemärkte anzupassen, wurde mit einem umfangreichen Ertüchtigungsprogramm begonnen.
Wichtige Anlagen der Peripherie wurden teilweise neu errichten und es erfolgte ein Austausch der sogenannten inneren und äußeren Kraftwerksleittechnik. Die Arbeiten wurden im laufenden Betrieb über einen Zeitraum von fünf Jahren durchgeführt.
2010: Um auch im bestehenden Energiekonzept den Anteil von fossilen Energieträgern durch den Einsatz von regenerativen Energien zu verringern, wurde am Standort des HKW 2 der Bau eines Biomasseheizkraftwerks beschlossen. Die Anlagenkomponenten konnten größtenteils in den bestehenden Hallen des alten Heliumerhitzers integriert werden.
2011: Das neue Biomasseheizkraftwerk wurde erstmals im Monat Februar in Betrieb genommen. Die Anlage kann eine elektrische Leistung von 3,145 MW und eine thermische Leistung von 9,2 MW in die bestehenden Versorgungsnetze einspeisen. Dank der Verfeuerung von Holzhackschnitzeln ist somit eine CO2-neutrale Energieerzeugung möglich. Die Anlage wird das ganze Jahr über betrieben und erzeugt damit die Wärmegrundlast, die auch in den Sommermonaten aus Gründen der Warmwasserbereitung eingespeist werden muss. Der Anteil an der gesamten Wärmeversorgung liegt bei etwa 12 %.
Darüber hinaus wurden die vorhandenen noch betriebenen Kesselanlagen mit LowNOx-Brennern ausgestattet, um auch die aktuellen Emissionsgrenzwerte zu unterschreiten.
Im Weiteren wurden auch die beiden Vollentsalzungsanlagen, die für die Speisewasserversorgung der Dampfkraftanlagen und für die Bespeisung des Fernheiznetzes sehr wichtig sind, durch hoch automatisierte Neuanlagen ersetzt.
2013: Alle Ertüchtigungen und Neuerrichtungen wurden nach umfassender Umgestaltung des Kraftwerksleitstands noch vor der beginnenden Heizperiode abgeschlossen, damit die Erzeugungsanlagen den derzeitigen Anforderungen entsprechen und ein sicherer Betrieb des Fernheiznetzes weiterhin erreicht werden kann.
2017: Umbau eines vorhandenen Heizöltanks in einen drucklosen Fernwärmespeicher
2019: Nach über 100.000 Betriebsstunden, erzeugten 1.800 GWh Strom und 2.570 GWh Fernwärme, wurde die FT-8 Gasturbinenanlage am 31. Januar, auf den Tag genau nach 23 Jahren Betrieb, vom Netz genommen und für eine Nachfolgelösung demontiert.
2021: Nach Abschluss eines umfangreichen Probebetriebs, konnte die neue MAN MGT-8000 Gasturbinenanlage am 18. Januar den Verantwortlichen der evo voll betriebsfähig übergeben werden.